# پتوز کلیه
پتوز کلیه (به انگلیسی: Nephroptosis) به افتادگی کلیه به پایین می گویند، هنگامیکه فرد می‌ایستد کلیه در داخل لگن می‌باشد. 
پتوز کلیه در زنان شایعتر از مردان می‌باشد و از ضعف نیام (فاسیا) نگهدارنده کلیه ناشی می‌شود.